# 新阿里普阿南

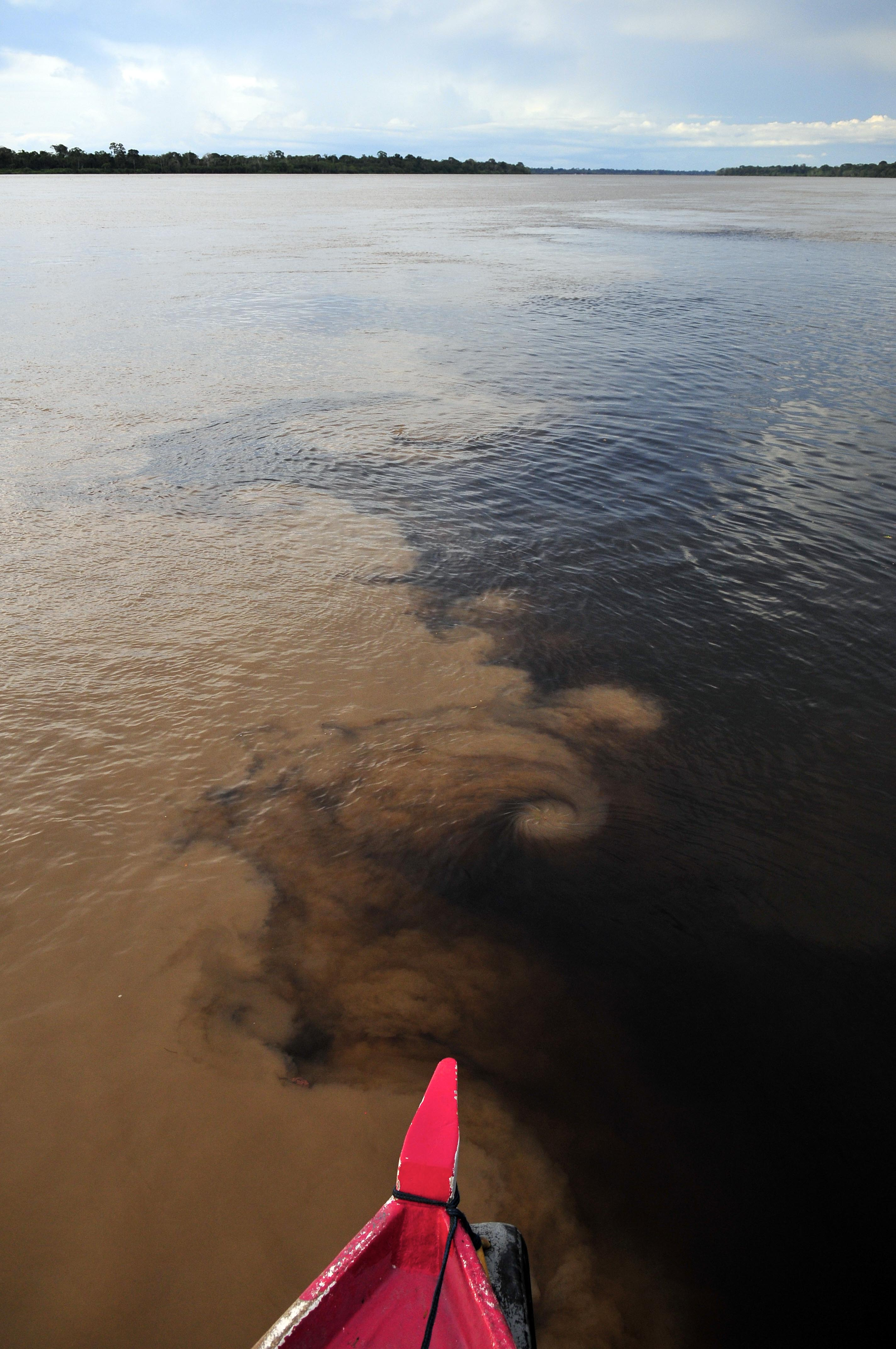

5°7′17″S 60°22′50″W / 5.12139°S 60.38056°W
新阿里普阿南（葡萄牙語：Novo Aripuanã）是巴西的城鎮，位於該國北部，由亞馬遜州負責管轄，處於阿里普阿南河和瑪代拉河的匯流處，面積41,191平方公里，2014年人口23,905，人口密度每平方公里0.58人。